# Réserve naturelle de Wudalianchi
La réserve naturelle de Wudalianchi est une aire protégée située près de la ville de Wudalianchi dans la province du Heilongjiang en Chine. Elle a été reconnu comme réserve de biosphère en 2003.